# لوغاو
لاغاو ارتزغبيرغه (بالألمانية: Lugau) هي مدينة و بلدة ألمانية تقع في ألمانيا في ساكسونيا.  يقدر عدد سكانها بـ 8,741 نسمة .

## أعلام
- فريدريش إنجل
- جيرهارد فرانك